# لشکر هفتم کوهستان (ورماخت)
لشکر هفتم کوهستانی (آلمانی: 7. Gebirgs Division) از لشکرهای وابسته به آلمان نازی در جنگ جهانی دوم بود.
این لشکر در ابتدا به بخش جنوبی جبهه شرقی فرستاده شد.با عقب نشینی آلمان در اکتبر ۱۹۴۱ به این کشور بازگشت تا اینکه در ۱۹۴۲ به فنلاند فرستاده شد.با عقب نشینی آلمان از فنلاند این لشکر نیز تا نروژ عقب نشینی کرد و تا پایان جنگ در آن جا ماند.

## فرماندهان
- رودلف کنراد (۱ نوامبر - ۱۹ دسامبر ۱۹۴۱)
- ویلهلم وایس (۱۹ دسامبر ۱۹۴۱ - ۱ ژانویه ۱۹۴۲)
- روبرت مارتینک (۱ ژانویه - ۱ می ۱۹۴۲)
- آگوست کراکاو (۱ می - ۲۲ ژوئیه ۱۹۴۲)
- روبرت مارتینک (۲۲ ژوئیه - ۱۰ سپتامبر ۱۹۴۲)
- آگوست کراکاو (۱۰ سپتامبر ۱۹۴۲ - ۸ مه ۱۹۴۵)